# Vindön
Vindön är en halvö och bebyggelse i Torps socken i nordligaste delen av Orusts kommun. SCB hade mellan 1990 och 2015 för bebyggelsen på nordvästra delen av halvön avgränsat en småort. Vid 2015 års avgränsning klassades bebyggelsen som tätort benämnd Vindön och Töllås som omfattade en större del av bebyggelsen på halvön liksom även bebyggelse på norra ön Orust omkring orten Töllås. Vid 2020 års avgränsning delades bebyggelsen upp och denna den på halvön, och en ny för den på själva Orsusön, kallad Töllås. 2023 klassades den åter som del av småorten Töllås
Området Vindön var ursprungligen en ö, men är sedan länge landfast med Orust via ett smalt näs i söder. I norr skiljs den från fastlandet av Nötesund. Mellan Vindön och Sundsandvik på fastlandet fanns förr i tiden färjeförbindelse, som 1966 ersattes av Nötesundsbron, varigenom Orust fick fastlandsförbindelse även norrut.
Vindön har lång båtbyggartradition, och har flera varv som sysselsätter sammanlagt ett 80-tal personer, bland annat Vindövarvet och Nord West Yachts.

## Befolkningsutveckling
| Befolkningsutvecklingen i Vindön och Töllås 2015–2015                                            | Befolkningsutvecklingen i Vindön och Töllås 2015–2015 | Befolkningsutvecklingen i Vindön och Töllås 2015–2015 | Befolkningsutvecklingen i Vindön och Töllås 2015–2015 | Befolkningsutvecklingen i Vindön och Töllås 2015–2015 |
| ------------------------------------------------------------------------------------------------ | ----------------------------------------------------- | ----------------------------------------------------- | ----------------------------------------------------- | ----------------------------------------------------- |
|                                                                                                  |                                                       |                                                       |                                                       |                                                       |
| År                                                                                               |                                                       |                                                       | Folkmängd                                             | Areal (ha)                                            |
| 2015                                                                                             | 2015                                                  |                                                       | 219                                                   | 167                                                   |
| Anm.: Ny tätort 2015, norra delen var tidigare en småort som 2010 hade 97 invånare på 26 hektar. |                                                       |                                                       |                                                       |                                                       |